# Erna Mohr
Erna Mohr (* 11. Juli 1894 in Hamburg; † 10. September 1968 ebenda) war eine deutsche Zoologin. Sie war Kustodin der Wirbeltierabteilung des Zoologischen Museum Hamburg und Zuchtbuchführerin des internationalen Zuchtbuchs für Wisente.

## Leben
Erna Mohr wurde als Tochter eines Lehrers in Hamburg geboren. Von 1909 bis 1914 machte sie eine Ausbildung am Lehrerinnenseminar und war von 1914 bis 1934 als Lehrerin tätig: 1914 bis 1919 an der Volksschule für Mädchen am Rhiemsweg (Hamburg-Horn), 1919 bis 1930 in den gemischten Klassen der Hilfsschule Bramfelder Straße (Hamburg-Barmbek-Nord), und 1930 bis 1934 in der Volksschule am Alten Teichweg (Hamburg-Dulsberg). 1934 wurde sie vom Schuldienst beurlaubt, als sie Abteilungsleiterin am Zoologischen Museum Hamburg wurde.
Noch während ihrer Ausbildung begann sie, am Zoologischen Museum zu arbeiten. Anfangs als Zeichnerin und als Mitarbeiterin in der Fischereibiologischen Abteilung tätig, wechselte sie schließlich in die Abteilung für niedere Wirbeltiere. 1934 wurde sie in der Nachfolge von Georg Duncker Abteilungsleiterin dieser Abteilung und übernahm 1936 zusätzlich die Abteilung für höhere Wirbeltiere.
1946 wurde sie beim Wiederaufbau des Zoologischen Museums (nun: Zoologisches Staatsinstitut und Zoologisches Museum) in der Wirbeltierabteilung als Kustos übernommen. Diese Position hatte sie bis zu ihrer Pensionierung inne. Sie beherrschte mehrere Sprachen und publizierte ihre Arbeiten in ausländischen Fachorganen in deren Landessprachen. Bis in ihre allerletzten Lebenstage korrespondierte sie handschriftlich mit aller Welt, trotz einer mit großer Selbstbeherrschung ertragenen schweren Krankheit.

## Wissenschaftliche Arbeit
Zentraler Bestandteil von Erna Mohrs Arbeit am Zoologischen Museum war die Anlage, Ordnung und Erweiterung zoologischer Sammlungen. Ein Großteil ihrer frühen Arbeit ging im Zweiten Weltkrieg bei der Bombardierung Hamburgs verloren; nach dem Krieg begann sie jedoch sofort den Neuaufbau der Sammlungen. 1931 stellte Erna Mohr die Vermutung auf, dass die Waldbirkenmaus (Sicista betulina (Pallas, 1779)), die einzige Hüpfmaus Nordeuropas, auch in Deutschland vorkomme, zwei Jahre später wurde diese Vermutung von einem anderen Zoologen bei der Untersuchung von Waldkauzgewöllen bestätigt. Sie stellte den russischen Hagenbeck-Hirsch (Cervus (Cervus) elaphus hagenbecki) anhand Aussehen wie Stimme systematisch in die Mitte zwischen den Europäischen Rothirsch (C. (C.) e. elaphus Linnaeus, 1758 und die nordamerikanischen Wapitis (C. (C.) e. subsp., und sie war Erstbeschreiberin etlicher Tierarten, z. B. des Schulterklappen-Doktorfisches (Acanthurus nigricauda Duncker & Mohr, 1929) aus der Gattung der Doktorfische sowie etlicher Arten der Gattung Zenarchopterus aus der Familie der Halbschnäbler.
Erna Mohr arbeitete auch mit lebenden Tieren sowie im freien Feld. 1936 erhielt sie als Erste in Deutschland eine lebendige Waldbirkenmaus, die der Bauer Hans Möller aus Schwensby im Tolker Moor in Schleswig gefangen hatte. Sie stellte fest, dass das Knacken, das Rener beim Laufen hören lassen, durch eine Bewegung der Sehnen in den Fußgelenken verursacht wird und nicht, wie bis dahin angenommen, durch ein Aneinanderschlagen der Hufe. Mohr war die erste, die erfolgreich verwaiste Fledermausbabys mit einem Saugfläschchen aufzog. Außerdem untersuchte sie die zoologische Artenvielfalt der Kalkberghöhle.
Am bekanntesten dürfte jedoch Erna Mohrs Mitarbeit bei der Erhaltung des Wisents sein. Ab 1927 arbeitete sie bei der 1923 in Berlin gegründeten „Internationalen Gesellschaft zur Erhaltung des Wisents“ mit und war einige Jahrzehnte die Zuchtbuchführerin. Auch hier zerstörten die Verheerungen des Zweiten Weltkriegs einen Teil ihrer Arbeit; Erna Mohr fing, zusammen mit dem Warschauer Zoologen Jan Żabiński, nach dem Krieg sofort an, das Zuchtbuch wiederherzustellen. Heinz-Georg Klös, Direktor des Zoologischen Garten Berlin, urteilte: „Sie [Erna Mohr] hat sich um den Wiederaufbau der Wisentzucht besonders hohe Verdienste erworben.“

## Ehrungen

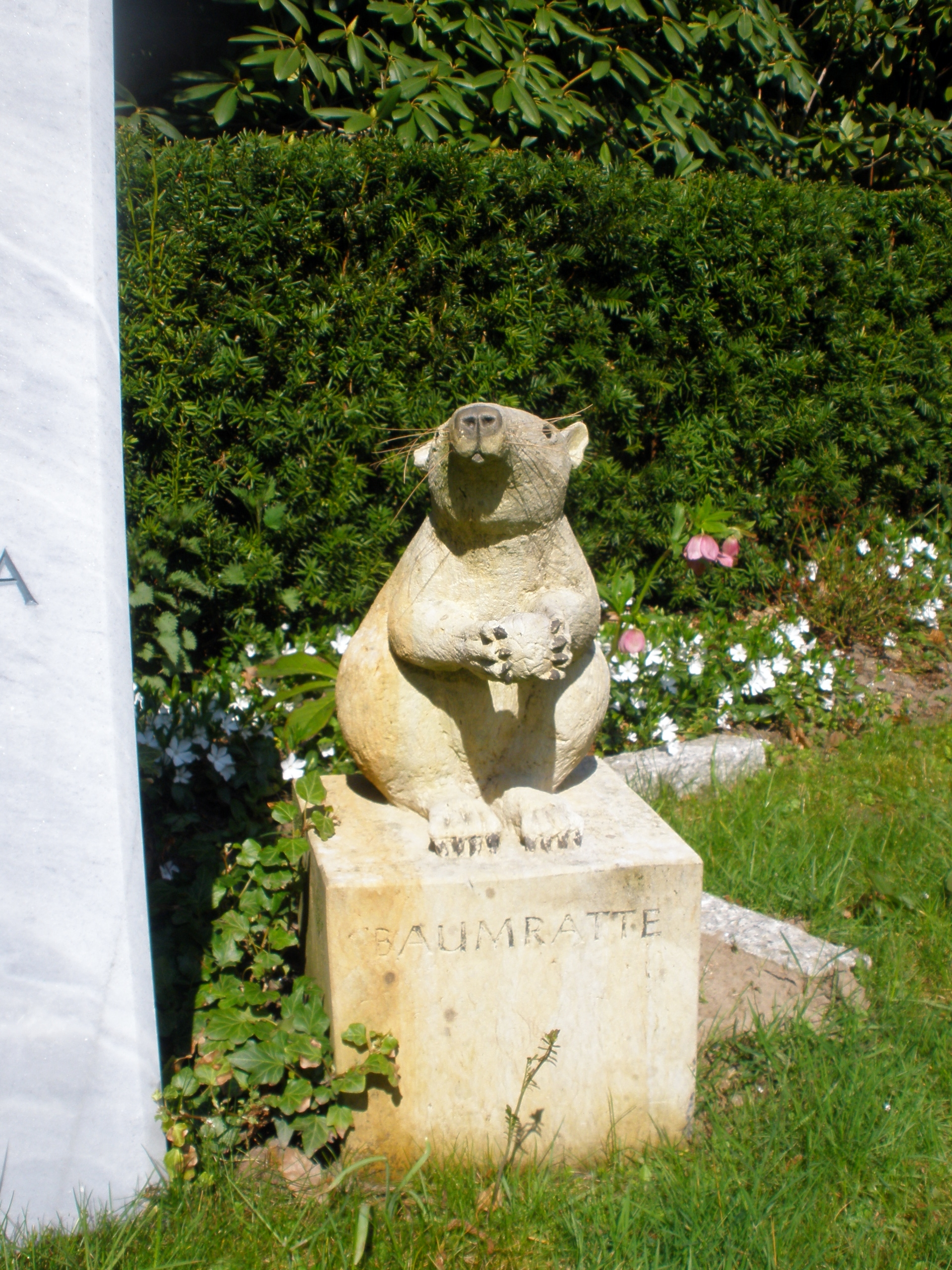
Plastik einer Baumratte am Grabstein von Erna Mohr im Garten der Frauen auf dem Ohlsdorfer Friedhof

- 1944 Mitglied der Deutschen Akademie der Naturforscher Leopoldina in Halle
- 1950 Ehrendoktorwürde der Universität München
- 1954 Ehrenmitglied des Verbandes Deutscher Zoodirektoren.[5]

1984, zu ihrem 90. Geburtstag, wurde in Hamburg eine Straße nach ihr benannt, die Erna-Mohr-Kehre in Hamburg-Neuallermöhe.

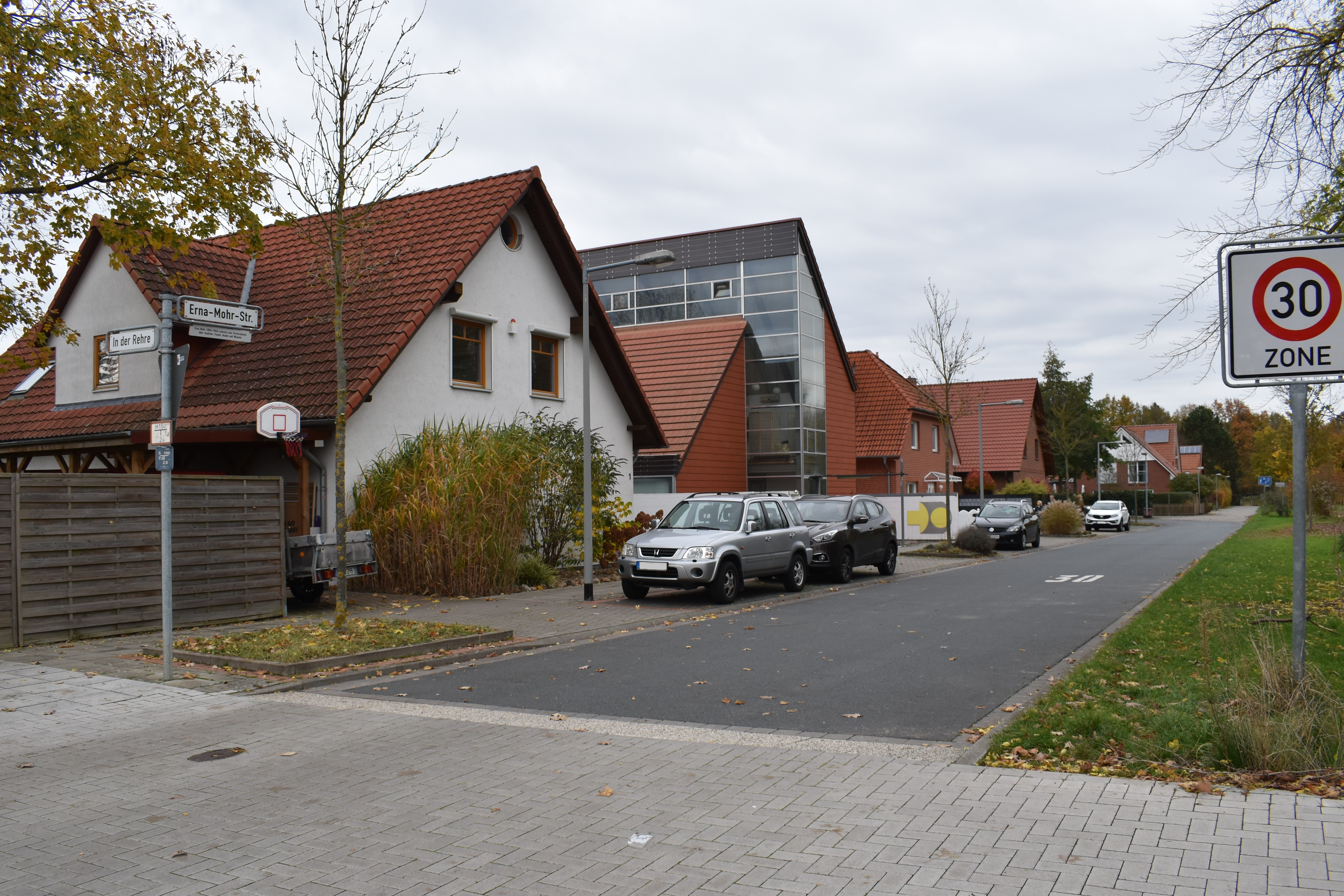
Blick in die Erna-Mohr-Straße in Hannover-Wettbergen

Im Jahr 2000 benannte die Stadt Hannover im Stadtteil Wettbergen eine Straße nach ihr.
Zu ihrer bleibenden Erinnerung wurde ihr Grabstein im Garten der Frauen des Friedhofs Ohlsdorf in Hamburg aufgestellt. Beigegeben ist die Skulptur einer Baumratte.

## Veröffentlichungen (Auswahl)
- Zoologische Forschungsreise ins unbekannte – Fehmarn. In: Die Heimat. Bd. 36 (1926), Nr. 1, Januar 1926, S. 11–14 (Digitalisat).
- Die Säugetiere Schleswig-Holsteins. Naturwissenschaftlicher Verein Altona/Elbe, 1931
- Stint (Osmerus artedi), Maifische (Clupeiden), Ganoidei (Störe)  In: Handbuch der Binnenfischerei Mitteleuropas, Band 3 A, Ss. 503–526, 527–551, Stuttgart 1941, Bd. 3 B, S. 235–261, Stuttgart 1957
- Die Birkenmaus. In: Die Heimat. Band 58, Nr. 5/6, 1951, S. 196, 212, Karl Wachholtz, Neumünster 1951.
- Die Robben der europäischen Gewässer. (= Monographien der Wildsäugetiere. Band 12). Paul Schöps, Frankfurt 1952.
- Wilde Schweine. (= Die Neue Brehm-Bücherei. Band 247). Ziemsen, Wittenberg Lutherstadt 1952.
- Der Wisent. (= Die Neue Brehm-Bücherei. Band 74). Ziemsen, Wittenberg Lutherstadt 1952.
- Der Stör. (= Die Neue Brehm-Bücherei. Band 84). Ziemsen, Wittenberg Lutherstadt 1952.
- Fliegende Fische. (= Die Neue Brehm-Bücherei. Band 133). Ziemsen, Wittenberg Lutherstadt 1954.
- Die freilebenden Nagetiere Deutschlands und der Nachbarländer. Fischer, Jena 1954.
- Der Seehund. (= Die Neue Brehm-Bücherei. Band 145). Ziemsen, Wittenberg Lutherstadt 1955.
- Das Verhalten der Pinnipedita. In: Handbuch der Zoologie. Band 8, Lieferung 2, 1956.
- Ungarische Hirtenhunde. (= Die Neue Brehm-Bücherei. Band 176). Ziemsen, Wittenberg Lutherstadt 1956.
- Sirenen oder Seekühe. (= Die Neue Brehm-Bücherei. Band 197). Ziemsen, Wittenberg Lutherstadt 1957.
- Der Wels. (= Die Neue Brehm-Bücherei Band 209). Ziemsen, Wittenberg Lutherstadt 1957.
- Das Urwildpferd. (= Die Neue Brehm-Bücherei. Band 249). Ziemsen, Wittenberg Lutherstadt 1959.
- Schuppentiere. (= Die Neue Brehm-Bücherei. Band 284). Ziemsen, Wittenberg Lutherstadt 1961 / Franckh, Stuttgart 1961.
- Glossarium Europae Mammalium Terrestrium. Ziemsen, Wittenberg Lutherstadt 1961.
- Die altweltlichen Stachelschweine. (= Die Neue Brehm-Bücherei. Band 350). Ziemsen, Wittenberg Lutherstadt 1965 / Franckh, Stuttgart 1965.
- Der Blaubock Hippotragus leucophaeus (Pallas, 1766).: Eine Dokumentation. (= Mammalia depicta. Band 2). Parey, Hamburg/Berlin 1966.
- Enzyklopädie der Tiere. Hamburg: Manfred Pawlak, 1971.
- Säugetiere. In: Wilhelm Eigener (Hrsg.): Das große Lexikon der Tiere. Georg Westermann Verlag, Braunschweig 1978.

## Erstbeschreibungen (Auswahl)
- Acanthurus cf. nigricauda Duncker & Mohr, 1929 (Schulterklappen-Doktorfisch)
- Zenarchopterus beauforti Mohr, 1926
- Zenarchopterus clarus Mohr, 1926
- Zenarchopterus dunckeri Mohr, 1926
- Zenarchopterus pappenheimi Mohr, 1926
- Zenarchopterus quadrimaculatus Mohr, 1926
- Zenarchopterus xiphophorus Mohr, 1934

### Darstellungen
- Rita Bake (Hrsg.): Stadt der toten Frauen. Der Ohlsdorfer Friedhof und seine Frauen. Landeszentrale für politische Bildung, Hamburg 1994.
- Rita Bake: Erna-Mohr-Kehre. In Rita Bake: Wer steckt dahinter? Nach Frauen benannte Straßen, Plätze und Brücken in Hamburg, Landeszentrale für politische Bildung, Hamburg 2005, 4. akt. u. erw. Auflage, ISBN 3-929728-29-X, S. 58 (PDF online).
- Eva-Maria Bast: Erna Mohr. Die Frau mit der Baumratte – Und Mäuse zwischen den Fronten. In: dies.: Hamburger Frauen: historische Lebensbilder aus der Stadt an der Elbe. Bast Medien GmbH, Überlingen 2019, ISBN 978-3-946581-66-6, S. 136–139.
- Herbert Weidner: Mohr, Erna. In: Neue Deutsche Biographie (NDB). Band 17, Duncker & Humblot, Berlin 1994, ISBN 3-428-00198-2, S. 706 f. (Digitalisat).
- Ohne Autor: Große Frauen der Weltgeschichte: Tausend berühmte Frauen in Wort und Bild. Wiesbaden: R. Löwit, ohne Jahr.
- Herbert Weidner: Mohr, Erna Wilhelmine. In: Schleswig-Holsteinisches Biographisches Lexikon. Bd. 3. Karl Wachholtz Verlag, Neumünster 1974, S. 191–194.

### Nachrufe
- Wolf Herre: Erna Mohr +. Rede zur Trauerfeier. In: Zeitschrift für Säugetierkunde, Band 33 (1968), S. 257–261, online, mit Porträt
- Hans Petzsch: Frau Dr. h. c. Erna Mohr zum Gedenken. In: Das Pelzgewerbe, Hermelin-Verlag Dr. Paul Schöps, Berlin u. a., Band 19 (1969), Heft 4, S. 3–5
- Hans Petzsch: In Memoriam Dr. h. c. Erna Mohr (11. VII. 1894–10. IX. 1968). In: Anzeiger für Schädlingskunde, Band 42 (1969), S. 43 f.
- Heinrich Dathe: Erna Mohr zum Gedächtnis. In: Der zoologische Garten, Band 40 (1971), Heft 4/5, S. 258 f.